# Hiran Abeysekera
Hiran Abeysekera (in singalese: හිරාන් අබේසේකර; 1986) è un attore singalese.

## Biografia
Hiran Abeysekera ha studiato al Nalanda College di Colombo e ha ottenuto un primo successo nel 2007 quando ha interpretato il protagonista Alan nel dramma di Peter Shaffer Equus per il British Council; il ruolo gli è valso una borsa di studio per la Royal Academy of Dramatic Art, in cui si è diplomato nel 2011.
Attivo in campo teatrale, cinematografico e televisivo, nel 2022 ha vinto il Premio Laurence Olivier Award al miglior attore per la sua interpretazione nel ruolo di Pi in una riduzione teatrale di Vita di Pi in scena al Wyndham's Theatre di Londra. L'anno successivo torna a interpretare il ruolo a Broadway, ricevendo candidature al Drama League Award, al Drama Desk Award e all'Outer Critics Circle Award.

## Filmografia (parziale)

### Televisione
- Holby City - serie TV, 2 episodi (2018)
- Cercami a Parigi (Find Me in Paris) - serie TV, 27 episodi (2018-2019)

## Teatro
- Il Tartuffo di Molière, regia di Bernadette Iglich. Tournée britannica (2011)
- Rat's Tales da Carol Ann Duffy, regia di Melly Still. Royal Exchange Theatre di Londra (2012)
- Sogno di una notte di mezza estate di William Shakespeare, regia di Gemma Fairlie. Oxford Shakespeare Company di Oxford (2012)
- La bisbetica domata di William Shakespeare, regia di Lucy Bailey. Royal Shakespeare Theatre di Stratford-upon-Avon (2012)
- Behind the Beautiful Forevers di David Hare, regia di Rufus Norris. National Theatre di Londra (2014)
- Peter Pan di J. M. Barrie, regia di Timothy Sheader. Regent's Park Open Air Theatre di Londra (2015)
- Amleto di William Shakespeare, regia di Simon Godwin. Royal Shakespeare Theatre di Stratford-upon-Avon (2016)
- Cimbelino di William Shakespeare, regia di Melly Still. Royal Shakespeare Theatre di Stratford-upon-Avon (2016)
- The Prisoner di Marie-Hélène Estienne, regia di Peter Brook. Théâtre des Bouffes du Nord di Parigi (2018)
- Vita di Pi di Lolita Chakrabarti, regia di Max Webster. Crucible Theatre di Sheffield (2019)
- Botticelli in the Fire di Jordan Tannahill, regia di Blanche McIntyre. Hampstead Theatre di Londra (2019)
- La tempesta di William Shakespeare, regia di Peter Brook e Marie-Hélène Estienne. Théâtre des Bouffes du Nord di Parigi (2020)
- Vita di Pi di Lolita Chakrabarti, regia di Max Webster. Wyndham's Theatre di Londra (2021), Gerald Schoenfeld Theatre di Broadway (2023)
- The Father and the Assassin di Anupama Chandrasekhar, regia di Indhu Rubasingham. National Theatre di Londra (2023)

## Riconoscimenti
- Drama Desk Award
  - 2023 - Candidatura per la miglior interpretazione da protagonista per Vita di Pi
- Drama League Award
  - 2023 - Candidatura per la miglior performance per Vita di Pi
- Ian Charleson Award
  - 2011 - Candidatura per il miglior attore classico per Il Tartuffo
- Premio Laurence Olivier
  - 2022 - Miglior attore per Vita di Pi
- Outer Critics Circle Award
  - 2023 - Candidatura per la miglior interpretazione da protagonista per Vita di Pi
- Theatre World Award
  - 2023 - Miglior esordiente per Vita di Pi